# Cellino San Marco
Cellino San Marco (Cilinu Santu Marcu in dialetto salentino) è un comune italiano di 5 917 abitanti della provincia di Brindisi in Puglia.

## Storia
La tomba eneolitica "a forno", rinvenuta all'interno del Bosco Li Veli, è il reperto archeologico principale del territorio comunale. Tuttavia, la tomba non è visitabile perché non più localizzabile e totalmente abbandonata.
Nel Medioevo, il casale principale è stato quello di "La Mea" (oggi una piccola masseria al confine con il territorio di San Donaci): qui si conserva una cappella rurale risalente al XV secolo. 
La chiesa di San Marco è stata costruita tra XVII e XVIII secolo, sui resti di una cappella del IX secolo. All'interno si può ammirare un bell'esemplare di altare barocco e una statua d'argento di San Marco risalente al 1819.
Il castello dei nobili Albrizzi e Chyurlia è stato costruito intorno al XVI secolo e ampliato nel XVII secolo. 
Cellino è stata sotto i domini delle famiglie De Fallosa, de Noha, Albrizzi, Chyurlia, Ranocchi  e altri signori feudatari che la governarono dal Medioevo fino al 1806, quando la feudalità fu abolita da Gioacchino Murat per effetto delle leggi eversive del cosiddetto Decennio francese e mai più ripristinata dai Borbone, ben lieti di essersi sbarazzati della potente aristocrazia del Mezzogiorno. Durante il Risorgimento fu costituita una "Vendita di Carbonari", una setta insurrezionale chiamata "La Plebe al Monte Sacro", e una sezione della Giovine Italia. 
La municipalità, già appartenente alla provincia di Lecce, fu assegnata alla nuova provincia di Brindisi nel 1927.
Una stele del 1822 raffigurante il logo della città di Cellino San Marco, oggi è nella sede della protezione civile e del comune.

### Simboli
Lo stemma è stato riconosciuto con DCG del 10 agosto 1929.
Il gonfalone, concesso con regio decreto del 22 febbraio 1934, è un drappo di azzurro.

## Monumenti e luoghi d'interesse

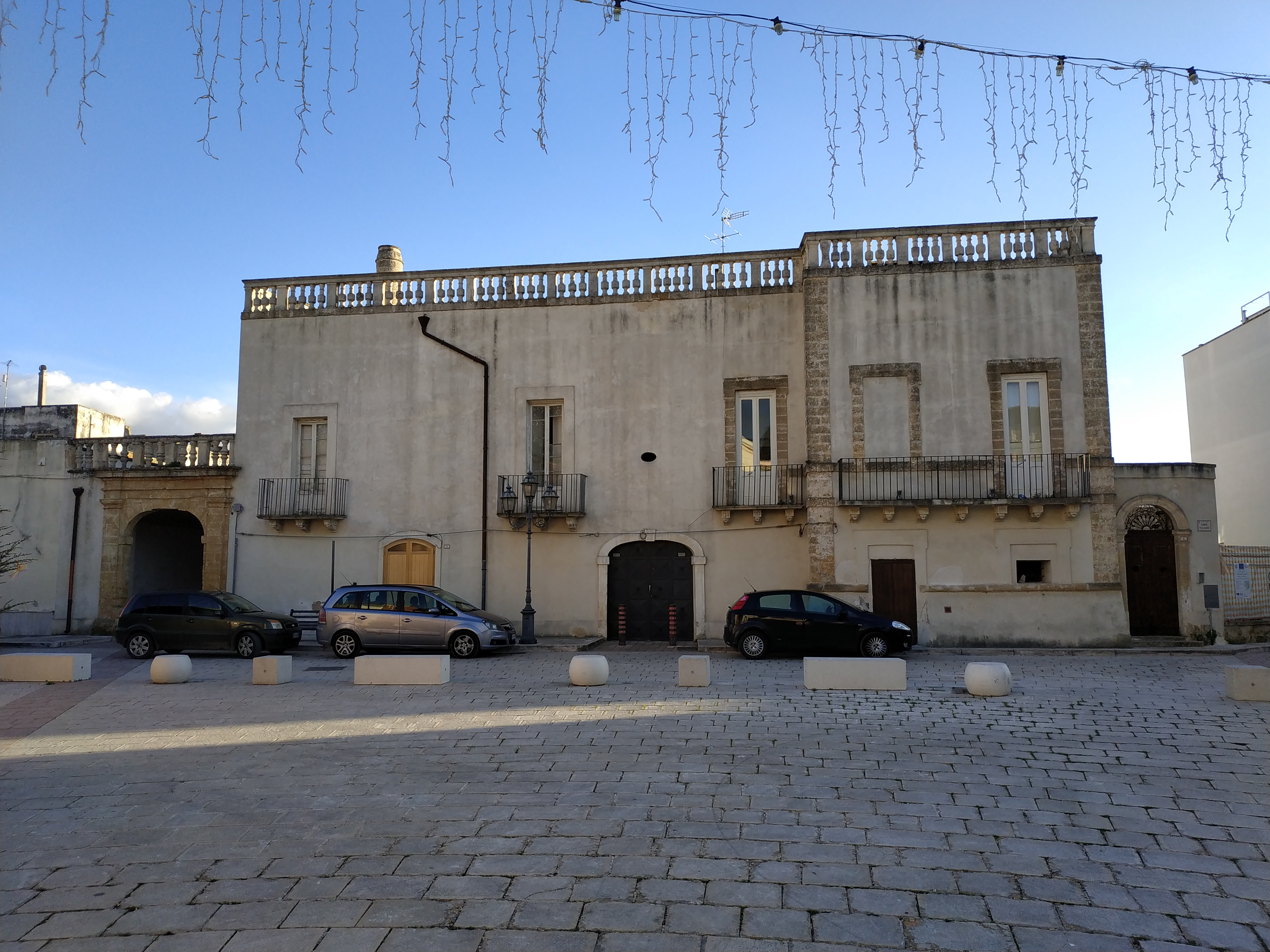
Il Castello

- Palazzo baronale: si trova in Largo Castello, nella piazza principale del capoluogo. In origine era il castello medievale di Cellino e fu adibito a residenza signorile nel 1578 e ampliato dal conte Giovanni Antonio Albrizzi I, che acquistò il feudo dalla regia corte, governando sino al 1615. Gli successe Giovanni Antonio II, che ampliò ancora il palazzo, nella parte della torre quadrata del castello. Il conte Nicola Pasquale Chyurlia si adoperò per trasformare la struttura nell'attuale, avviando i lavori nel 1742, aggiungendo l'ala sinistra, e facendo costruire l'ingresso con lo stemma araldico scolpito sulla pietra, nel quale spiccano i leoni rampanti. Nel 1750 il palazzo fu preso d'assalto dalla popolazione stremata dalla carestia e dalle tassazioni; nel catasto onciario del 1756 il palazzo era ancora sotto il governo del conte Chyurlia, in seguito fu venduto e passò tra le mani di vari signori, fino a cadere in abbandono e a essere recuperato di recente[quando?] per l'istituzione di un museo civico.

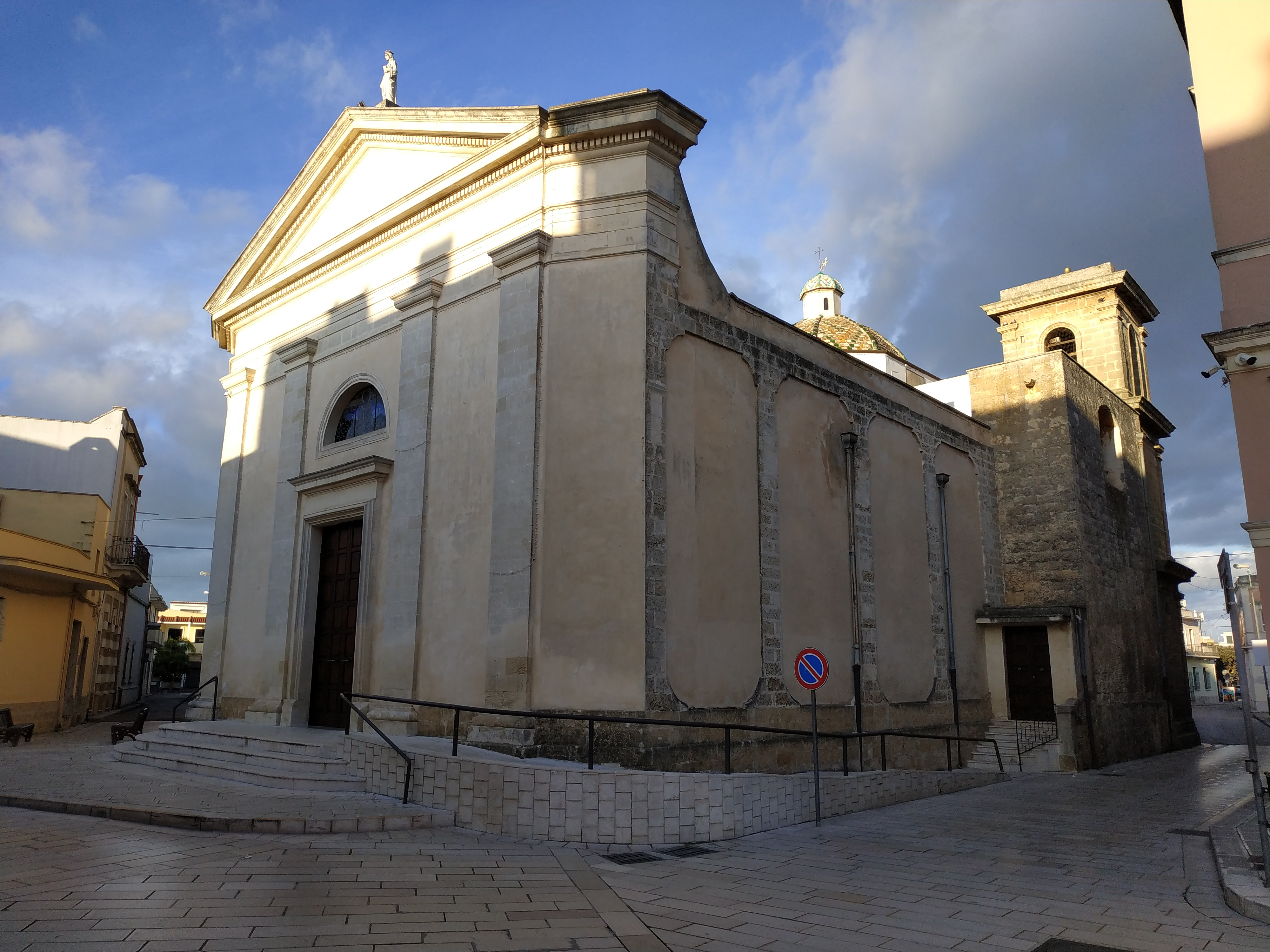
Chiesa parrocchiale

- Chiesa parrocchiale dei Santi Marco Evangelista e Caterina d'Alessandria: la chiesa storica di Cellino sorgeva nell'area periferica del castello; era stata fondata nell'XI secolo come cappella dei monaci basiliani e dipendeva dall'abbazia di Sant'Andrea, presso Brindisi. Nel XV secolo, dopo la cacciata dei greci, la cappella fu abbandonata, mentre la popolazione di Cellino aumentava sempre di più, sicché nel 1693 la chiesa fu ricostruita daccapo in stile barocco. Ha una facciata caratteristica, scandita da paraste e cornici marcapiano, con il portale principale architravato, e affiancata da due campanili gemelli terminanti a cuspide.

## Società

### Evoluzione demografica
Abitanti censiti

### Etnie e minoranze straniere
Al 31 dicembre 2020 nel territorio comunale si registrava la presenza di 82 stranieri regolari. La comunità più numerosa era quella rumena con 57 cittadini residenti.

## Amministrazione
Di seguito è presentata una tabella relativa alle amministrazioni che si sono succedute in questo comune.
| Periodo          | Periodo          | Primo cittadino    | Partito              | Carica              | Note   |
| ---------------- | ---------------- | ------------------ | -------------------- | ------------------- | ------ |
| 20 luglio 1988   | 22 giugno 1993   | Giuseppe Palermo   | Democrazia Cristiana | Sindaco             | [ 10 ] |
| 22 giugno 1993   | 5 novembre 1993  | Marco Cascione     | -                    | Sindaco             | [ 10 ] |
| 25 marzo 1994    | 13 giugno 1994   | Clara Minerva      |                      | Comm. pref.         | [ 10 ] |
| 13 giugno 1994   | 24 aprile 1996   | Ernesto Lanzilao   | -                    | Sindaco             | [ 10 ] |
| 24 aprile 1996   | 18 novembre 1996 | Clara Minerva      |                      | Comm. straordinario | [ 10 ] |
| 18 novembre 1996 | 14 maggio 2001   | Pierina Metrangolo | centro-destra        | Sindaco             | [ 10 ] |
| 14 maggio 2001   | 14 agosto 2004   | Giuseppe Caprioli  | centro-sinistra      | Sindaco             | [ 10 ] |
| 14 agosto 2004   | 5 aprile 2005    | Vincenzo Petrucci  |                      | Comm. straordinario | [ 10 ] |
| 5 aprile 2005    | 30 marzo 2010    | Claudio Pezzuto    | centro-sinistra      | Sindaco             | [ 10 ] |
| 30 marzo 2010    | 19 aprile 2014   | Francesco Cascione | lista civica         | Sindaco             | [ 10 ] |
| 19 aprile 2014   | 23 febbraio 2015 | Angelo Carbone     |                      | Comm. straordinario | [ 10 ] |
| 19 aprile 2014   | 15 novembre 2015 | Luciano Marzano    |                      | Comm. straordinario | [ 10 ] |
| 19 aprile 2014   | 15 novembre 2015 | Michele Lastella   |                      | Comm. straordinario | [ 10 ] |
| 23 febbraio 2015 | 15 novembre 2015 | Biagio De Girolamo |                      | Comm. straordinario | [ 10 ] |
| 15 novembre 2015 | 4 ottobre 2021   | Salvatore De Luca  | Partito Democratico  | Sindaco             | [ 10 ] |
| 4 ottobre 2021   | in carica        | Marco Marra        | lista civica         | Sindaco             | [ 10 ] |

## Sport
Ha sede nel comune la società di calcio A.S.D. Cellino Calcio, che ha disputato campionati dilettantistici regionali. Milita in terza categoria 2022-2023.
Nella stagione 2022-23 arriva seconda in campionato, accedendo così ai playoff, vinti in finale 3-0 contro la compagine sportiva del San Donaci e accedendo così in seconda categoria.